# 八姓入闽
八姓入闽，过去的通说是指西晋永嘉之乱时（311年），中原人民为躲避战乱南迁，最終至闽中地区（今福建省），主要有林、陈、黄、郑、詹、丘、何、胡八姓，称“衣冠南渡，八姓入闽”，現存最早的记载見於《三山志》卷10、卷26。
“八姓入闽”的说法可能起源於唐朝。唐朝《元和姓纂》说林、黄二姓入闽。《闽中记》说：“永嘉之乱，中原士族，林、黄、陈、郑四姓先入闽。”而唐朝林谞、宋朝林世程都有著作叫《闽中记》。有学者认为“八姓入闽”并非历史事实，为后人穿凿附会之说。虽然此说受到质疑，但这条记载至少可以反映出永嘉年间确有较大规模的北方汉人避乱入闽，福建出土的許多东晋墓葬是個旁證。